# Relações entre Canadá e México
As relações entre Canadá e México referem-se às relações diplomáticas, económicas, históricas e culturais estabelecidas entre o Canadá e os Estados Unidos Mexicanos. Ambos os países integram a Organização das Nações Unidas, a Organização dos Estados Americanos, a Organização para a Cooperação e Desenvolvimento Económico e o Grupo dos 20. Para lá disso, o México e o Canadá estão associados economicamente através do Tratado de Livre Comércio da América do Norte. 

## História

### Século XX
Embora o México e o Canadá (este ainda sob domínio britânico) tivessem assinado acordos de extradição em 1866, as relações diplomáticas entre ambos os países só se estabeleceram oficialmente em 1944, durante a Segunda Guerra Mundial, quando ambos os países se aliaram contra o Eixo. Previamente, as relações eram conduzidas através da Chancelaria britãnica.
Porém, durante a Guerra Fria, o Canadá ingressou na Organização do Tratado do Atlântico Norte, enquanto o México fez parte do Movimento dos Países Não Alinhados.
Em 1997, o embaixador do Canadá no México, Marc Perron declarou à imprensa mexicana que a corrupção no México era a pior que tinha visto, provocando a sua chamada a Ottawa.

## Laços económicos
México e Canadá estão ambos no terceiro nos respetivos rankings comerciais externos e o comércio de bens entre ambas as nações superou os 37800 milhões de dólares dos EUA em 2015. O investimento direto do Canadá no México ultrapassou USD$14800 milhões em 2015, e no sentido inverso ultrapassou os USD$1400 milhões.